# 奥尔格拉
奥尔格拉，是西班牙埃斯特雷马杜拉卡塞雷斯省的一个市镇。总面积37平方公里，总人口796人（2001年），人口密度22人/平方公里。